# Louis Nauwelaers
Lodewijk 'Louis' Robert Nauwelaers (Schelle, 11 juni 1912 - ) was een Belgische gevangene die voor en tijdens de Tweede Wereldoorlog als "abnormale" werd opgesloten. Hij overleefde de concentratiekampen in nazi-Duitsland en schreef nadien zijn ervaringen neer. De geschriften werden in de jaren '90 herontdekt. Professor Gie van den Berghe publiceerde in 1995 de tekst, vergezeld van annotaties, in het boek De zot van Rekem.

## Biografie
Nauwelaers ging tot zijn veertien jaar naar school, waarna hij fabrieksarbeider werd. Tijdens deze periode kwam hij soms dagenlang niet thuis. Nauwelaers zelf zei 50 jaar later dat hij thuis slaag kreeg en zijn vader haatte.
Toen hij achttien was, werd hij door de rechtbank van Mechelen veroordeeld wegens 'aftruggelarij met gebruik van valsche naam' tot een gevangenisstraf van een maand en acht dagen, plus een geldboete. Een maand later werd hij in Antwerpen veroordeeld tot acht maal veertien dagen gevangenis. Nog een half jaar later werd hij in Brussel veroordeeld tot 15 maanden gevangenis.
Beroepsmatig had hij verschillende jobs, waar zijn karakter hem in de problemen bracht. Hij werd meermaals veroordeeld. In november 1932 kreeg hij twee jaar gevangenisstraf wegens landloperij en een maand later kreeg hij wegens oplichting in Antwerpen een gevangenisstraf van acht maanden.
In 1935 werd hij weer veroordeeld, ditmaal tot 5 jaar gevangenis. Hij kreeg vervolgens het predicaat "abnormale". In 1938 werd hij daarom geplaatst in het psychiatrisch gesticht in Rekem.
In 1939 kwam hij vrij, maar enkele maanden later (maart 1940) werd hij wegens diefstal veroordeeld tot 5 jaar effectieve gevangenisstraf, en werd hij weer in Rekem geplaatst.

## Tweede Wereldoorlog
De dag van het uitbreken van de Tweede Wereldoorlog in België (10 mei 1940) arriveerde het Duits leger al in Rekem. Drie dagen later vluchtte Nauwelaers samen met 28 andere geïnterneerden. In As vonden ze wapens in een voertuig dat was achtergelaten door het Belgisch leger. Een van zijn medevluchtelingen vuurde op een voorbijrijdende Duitse soldaat op de motor, die enkel gewond raakte. Toen de ontsnapten richting centrum wandelden werden ze opgepakt. Mogelijks omdat de Duitse soldaat alarm had geslagen, maar het is ook mogelijk dat hun zwarte gevangenisplunje opviel. Ze bleven tot 15 mei gevangen gehouden in As, waarna ze te voet met een konvooi van 800 krijgsgevangenen naar Maastricht werden gebracht. Vervolgens werden ze naar een krijgsgevangenenkamp gebracht (Stalag XI).
In het kamp werd Nauwelaers verhoord, waar hij toegaf een veroordeelde te zijn. Hierna werd hij, net als de andere ontsnapten uit Rekem, door de rechtbank als 'asociale' veroordeeld tot opsluiting tot het eind van de oorlog. Ze werden op 22 juli 1940 overgebracht naar het concentratiekamp van Sachsenhausen, waar de gevangenen moesten werken en mishandeld werden door SS'ers. Nauwelaers moest op zijn gevangenisplunje een zwarte driehoek dragen. Een jaar later, na sabotage in het kamp, werd hij bij de politieke gevangenen geplaatst (rode driehoek).
Op zeker ogenblik werd hij samen met 1200 Joden in goederenwagons verhuisd naar Majdanek. Nauwelaers werd opgesloten bij communistische gevangenen. Hij ging er aan de slag als schrijnwerker, waarbij hij onder andere een deur moest herstellen van een gaskamer en voorbij stapels vergaste Joden moest lopen. Zijn blokoverste vertelde hem dat zeker 100.000 Joden reeds waren gestorven. Nauwelaers deed naar eigen zeggen een mislukte poging een gasoven te saboteren door spiritus in de buizen te gieten en brand te stichten, maar zijn sabotagedaad werd quasi onmiddellijk ontdekt en het vuur was snel gedoofd. Nauwelaers werd vervolgens gemarteld omdat de Duitsers vermoedden dat hij op zijn minst wist wie de daders waren. Na de marteling werd hij verzorgd in het ziekenhuis. Omdat de dokter ervan overtuigd was dat Nauwelaers alsnog vermoord zou worden, zorgde hij ervoor dat Nauwelaers naar het kamp van Oranienburg werd gestuurd.
In Oranienburg kwam hij twee lotgenoten uit de instelling van Rekem tegen. De anderen (op een na die zelfmoord had gepleegd), waren naar Dachau overgebracht, waar slechts één de oorlog zou overleven.
Op het eind van 1944 werden de gevangenen naar Spandau gestuurd om te helpen het puin te ruimen na bombardementen door de Royal Air Force. Tevens werden de gevangenen ingezet bij de bouw van onder meer bunkers. Vervolgens werd Nauwelaers naar het kamp van Neuengamme gestuurd. In januari 1945 werd hij voor twee maanden aan het werk gezet nabij de Nederlandse grens, om nadien terug naar Neuengamme te worden gestuurd. Op het einde van de oorlog werden gevangenen naar Lübeck gevoerd, waar Zweedse passagiersschepen met hulpgoederen waren aangemeerd. De Zweden boden aan de gevangenen op te nemen, een aanbod waarop de Duitsers ingingen. Op 2 mei 1945 kwam Nauwelaers per schip aan in Trelleborg. Een dag erna zouden de schepen, met nog meer ex-gevangenen aan boord, per ongeluk gebombardeerd worden door de geallieerden, met honderden doden tot gevolg.

## Na de oorlog
Op 15 juli 1945 werd Nauwelaers naar België gerepatrieerd, en trok hij naar het ouderlijk huis. Na enige omzwervingen trachtte hij op 23 augustus 1945 in Rekem zijn burgerkledij op te halen. Het centrum stuurde vervolgens een brief naar de Psychiatrische Commissie van het Gevangeniswezen in Antwerpen om mee te delen dat Nauwelaers in 1940 was gevlucht en dat zijn internering moest verlengd worden voor de duur dat hij op de vlucht was en in de concentratiekampen zat.
De Psychiatrische Commissie stemde hiermee in en stelde dat Nauwelaers last had van een schizoïde persoonlijkheidsstoornis en paranoia. Nauwelaers sloeg op de vlucht. Zijn ouders vertelden de politie dat hij naar Zweden was gevlucht. Op 17 januari 1946 werd hij alsnog opnieuw geïnterneerd in Rekem. Hier zou hij de notities neerschrijven die Gie van den Berghe later zou bundelen in het boek De zot van Rekem.
Op 15 januari 1947 werd Nauwelaers onder voorwaarden vrijgelaten en ging hij aan de slag als handlanger in de steenkoolmijn van Winterslag. Op 13 maart 1947 schond hij de voorwaarden van zijn invrijheidstelling door te verdwijnen. Hij werd uiteindelijk terug opgenomen in Rekem. Hij droeg bij zijn aankomst een gestolen broek, en dit werd tegen hem gebruikt toen hij vroeg om terug vrijgelaten te worden: hij kon geen werk zoeken want had immers geen broek. De gestolen broek werd op 5 januari 1948 opgehaald door de rijkswacht. Maanden later, begin juli 1948 was Nauwelaers nog steeds op zoek naar een broek. Op 12 juli 1948 werd hij weerom op proef vrijgelaten.
In 1949 werd een opsporingsbericht verspreid omdat Nauwelaers ervan werd verdacht 55.000 Belgische Frank te hebben gestolen in Groot-Bijgaarden. Op 22 december 1949 werd hij veroordeeld tot vijf jaar gevangenisstraf. Na vijf maanden gevangenis werd hij opnieuw in Rekem geplaatst. hij werd vermoedelijk in 1951 vrijgelaten. Datzelfde jaar ging hij te voet op bedevaart naar Lourdes.

## Erkenning als politiek gevangene
Nauwelaers diende kort na de oorlog een verzoek in om erkend te worden als politiek gevangene in Duitsland.
Eind 1950 werd Nauwelaers door de rijkswacht gevraagd te getuigen over personen die zijn omgekomen bij bombardementen bij de Lübecker Bocht. Nauwelaers schreef op 3 december een brief naar het Ministerie van Wederopbouw om te klagen dat zijn erkenning als politiek gevangene te lang op zich liet wachten. Zijn zaak werd uiteindelijk behandeld begin jaren 50. Men wist niet goed raad met zijn zaak, omdat hij geen krijgsgevangene was, en evenmin gearresteerd wegens verzetsdaden.
In juni 1951 riep hij daarom de hulp in van het Rode Kruis, en stuurde hen zijn manuscript. Het Rode Kruis antwoordde met een brief naar het gesticht. Nauwelaers moest meer getuigenissen van betrouwbare medegevangenen voorleggen. Hij werd in Rekem ondervraagd door twee ambtenaren van het Ministerie van Wederopbouw.
In november 1954 werd Nauwelaers het statuut van politiek gevangene verleend, maar niet de (ere)titel. Daarenboven werd enkel de periode erkend die hij doorbracht in het krijgsgevangenenkamp, niet de tijd die hij doorbracht in de concentratiekampen. Dit besluit werd genomen omdat "deze onverantwoordelijke elementen werden door de Duitse rechtsmacht opgesloten wegens dezelfde feiten als die waarvoor ze in Rekem zaten" en "Nauwelaers zat in Rekem wegens diefstal, hij heeft dat tegenover de 'Duitse rechtsmacht' toegegeven en werd daarom als gevangene van gemeen recht opgesloten in concentratiekampen".
Nauwelaers ging tegen deze uitspraak in beroep, en werd hierbij bijgestaan door ex-medegevangene Louis Kiebooms, een advocaat en voormalig burgemeester van Wilrijk. Op 23 december 1955 werd het beroep deels aanvaard: hij kreeg nog steeds niet de eretitel, maar de tijd in de concentratiekampen werd nu wel meegerekend, en kreeg hij hiervoor de bij wet voorziene financiële vergoeding.
In 1956 verhuisde hij definitief naar Lourdes nadat hij 260.000 frank had ontvangen als vergoeding voor zijn gevangenschap in de kampen. Hij werkte er als schrijnwerker en als vuilnisman. Na zijn pensionering leidde hij een armoedig bestaan.
In 1968 belandde zijn verslag bij het Bestuur voor Oorlogsslachtoffers dat instond voor de erkenning van de ex-gevangenen in de concentratiekampen. Het is onbekend hoe het verslag daar raakte. Nauwelaers woonde op dat ogenblik al in Lourdes, en hij had zelf geen kopie meer.
In 1994 werd zijn manuscript publiek gemaakt in het Museum Dr. Guislain. Een jaar later gaf van den Berge het manuscript uit. Nauwelaers was niet aanwezig in het museum of bij de boekvoorstelling. Uit telefoongesprekken van Van den Berghe bleek dat Nauwelaers schrik had om gearresteerd te worden omdat hij in België een "grote stommiteit" had begaan. Hij verklapte niet welke stommiteit. Nauwelaers, op dat ogenblik 84 jaar oud, had in die periode echter ook gezondheidsproblemen, en die kunnen ook meegespeeld hebben in zijn weigering naar België te komen.